# Тектоніка

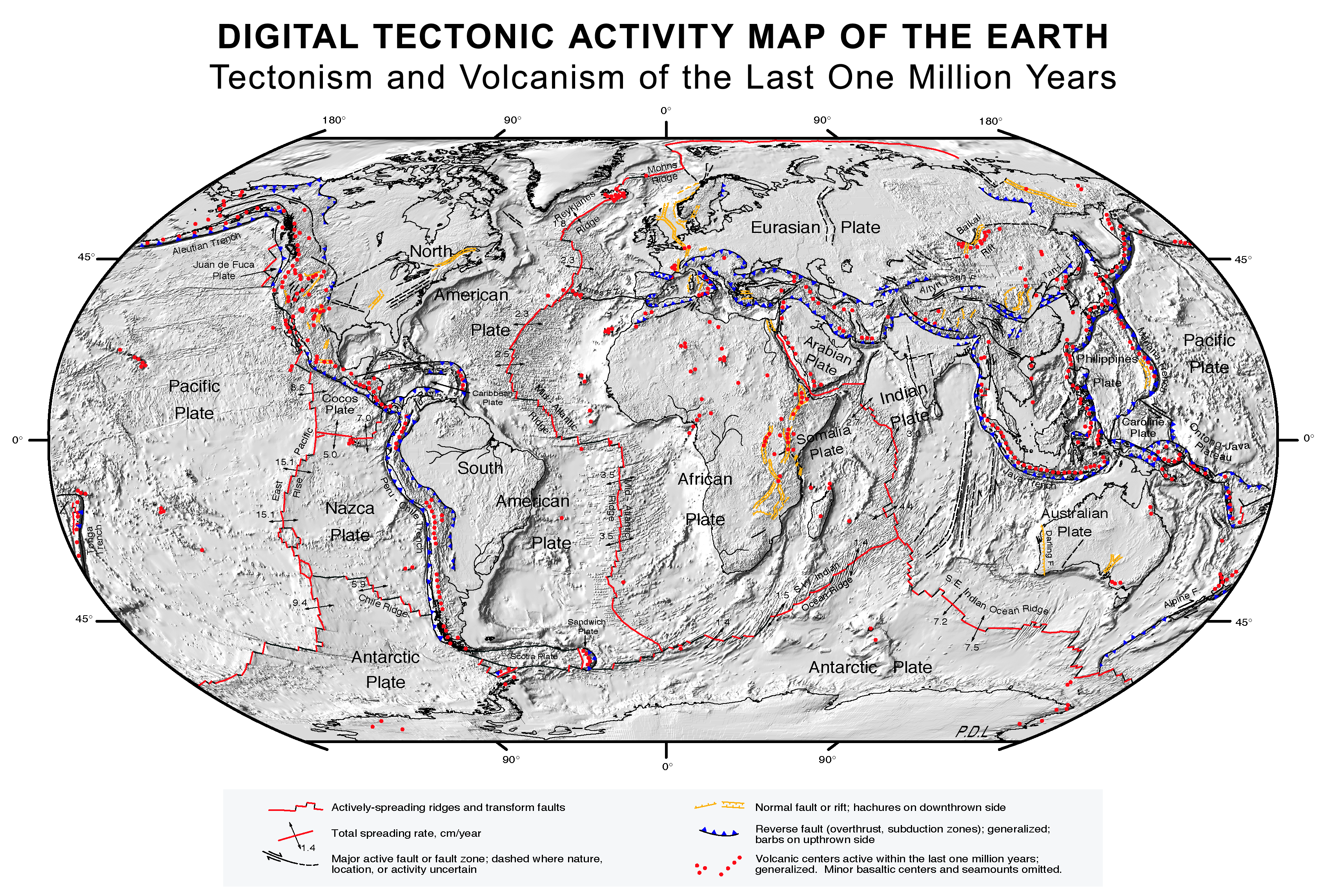
Тектоніка плит

Текто́ніка (грец. τεκτονική — будівельна справа, від τεκταίνω — майструю, будую) — наука (галузь геології), що вивчає структуру та рухи земної кори і підкорових мас та форми залягання гірських порід, створені цими рухами, досліджує геологічну історію й закономірності розвитку тектонічних рухів.

## Загальний опис
Основні задачі тектоніки — вивчення сучасної структури земної кори, тобто розміщення та характер залягання в її межах різних гірських порід, і закономірних поєднань структурних елементів різного порядку — від дрібних складок та розривів до континентів та океанів, а також встановлення історії та умов формування земної кори.
Тектонічні процеси викликають рух суші та землетруси. Вулканічні події, підвищення рівня моря та землетруси пов’язані з тектонічними процесами. 
Основні розділи тектоніки: загальна (морфологічна) тектоніка (структурна геологія), регіональна тектоніка, історична тектоніка, теоретична (генетична) тектоніка, порівняльна тектоніка, експериментальна тектоніка (тектонофізика). В особливий розділ тектоніки виділяють неотектоніку. На стику тектоніки та сейсмології виникла сейсмотектоніка. Початок розвитку тектоніки припадає на XVI-XVII ст. Остаточно вона сформувалася у XX ст. Синонім — геотектоніка.

## Сучасна тектонічна карта світу

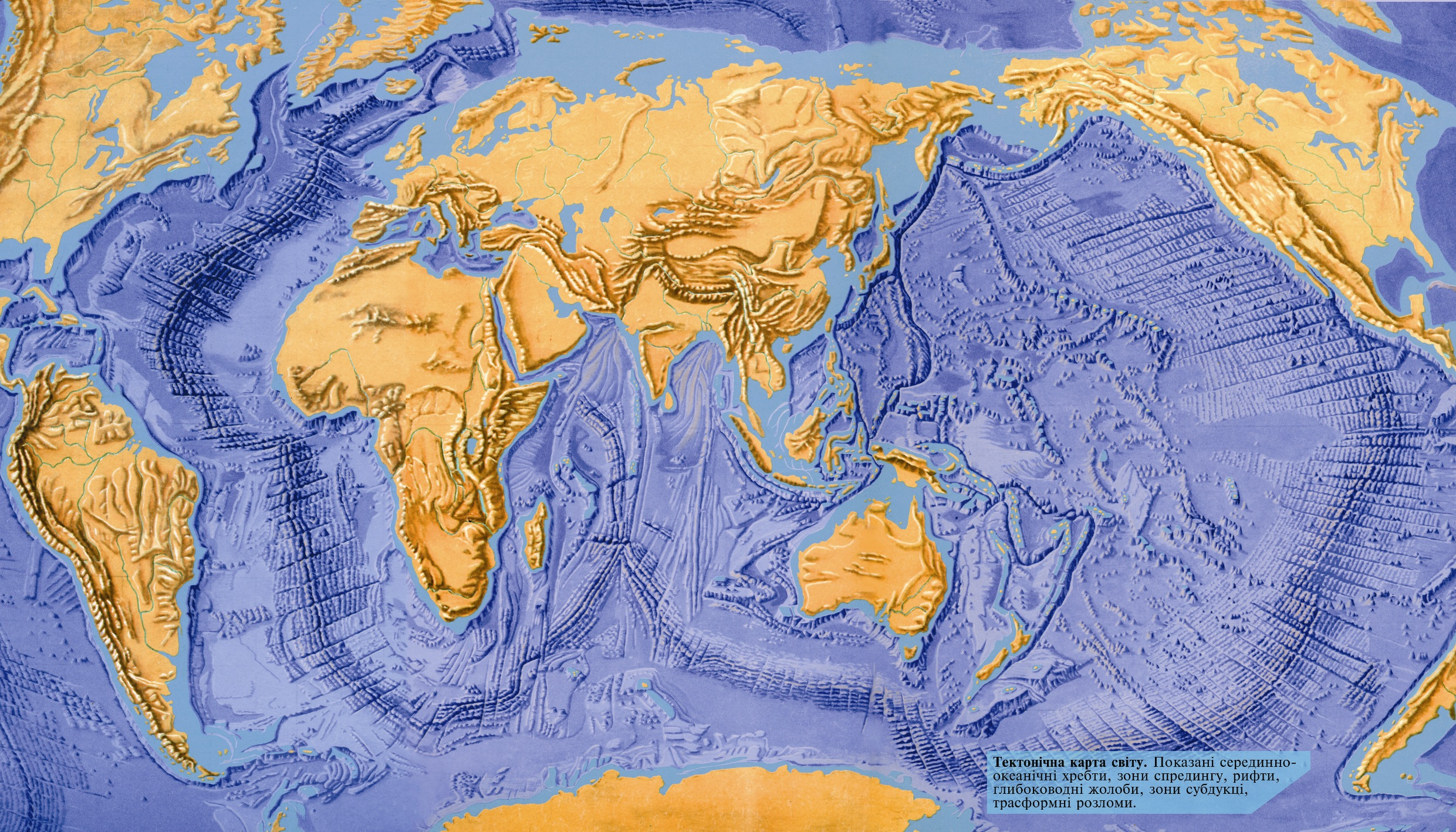
Тектонічна карта світу

## Див.також
| - Неотектоніка - Прототектоніка - Тектонічні гіпотези - Гіпотеза розширення Землі - Нова глобальна тектоніка - Тектонічні цикли | - Соляна тектоніка - Тектонофізика - Сейсмотектоніка - Структурна геологія - Тріщинна тектоніка - Тектонічні структури |